# Frauenberg (Gemeinde Sankt Marein im Mürztal)
Frauenberg – nach der örtlichen Wallfahrtskirche auch Frauenberg-Maria Rehkogel genannt – ist ein Ort im politischen Bezirk Bruck-Mürzzuschlag in der Steiermark und im Gerichtsbezirk Bruck an der Mur. Bis 31. Dezember 2014 war Frauenberg eine selbständige Gemeinde mit 147 Einwohnern (Stand: 31. Oktober 2013). Seither gehört der Ort zur Gemeinde Sankt Marein im Mürztal.

## Geografie
Frauenberg liegt auf 941 m Höhe im österreichischen Bundesland Steiermark im Mürztal in der Nähe von Bruck an der Mur. Höchste Erhebung ist das Rennfeld (1.630 m).

### Ortsgliederung
Das Ortsgebiet umfasst die einzige Katastralgemeinde Frauenberg bzw. zwei Ortschaften (Bevölkerung am 1. Jänner 2017):
- Frauenberg (71)
- Graschnitzgraben (82)

## Geschichte
Im Jahr 1354 wurde am Fundort einer Marienstatue eine Wallfahrtskapelle errichtet. Im Jahr 1489 wurde anstelle der Kapelle eine Kirche im spätgotischen Baustil erbaut, die 1769 barock umgestaltet wurde. 1775 erhielt die Kirche eine Orgel des berühmten Orgelbauers Anton Römer.
Mit 1. Jänner 2015 wurde die vordem selbständige Gemeinde Frauenberg im Rahmen der Gemeindestrukturreform in der Steiermark bei der Gemeinde St. Marein im Mürztal eingemeindet.

## Politik
Letzter Bürgermeister war bis Ende 2014 Franz Meisenbichler (ÖVP). Vizebürgermeister war Josef Seitinger (ÖVP). Der Gemeinderat bestand aus sechs Mitgliedern der ÖVP und drei von der SPÖ.

### Wappen
Die Verleihung des Gemeindewappens erfolgte mit Wirkung vom 1. Oktober 2000.

Wappenbeschreibung: „In blauern mit sieben goldenen Lilien bestreuten Schild auf goldenem Hügel ein adorierender goldener Rehbock unter einem goldenen Schildhaupt mit gold konturierten blauen rautenförmigen gotischen Gewölberippen.“

## Kultur und Sehenswürdigkeiten

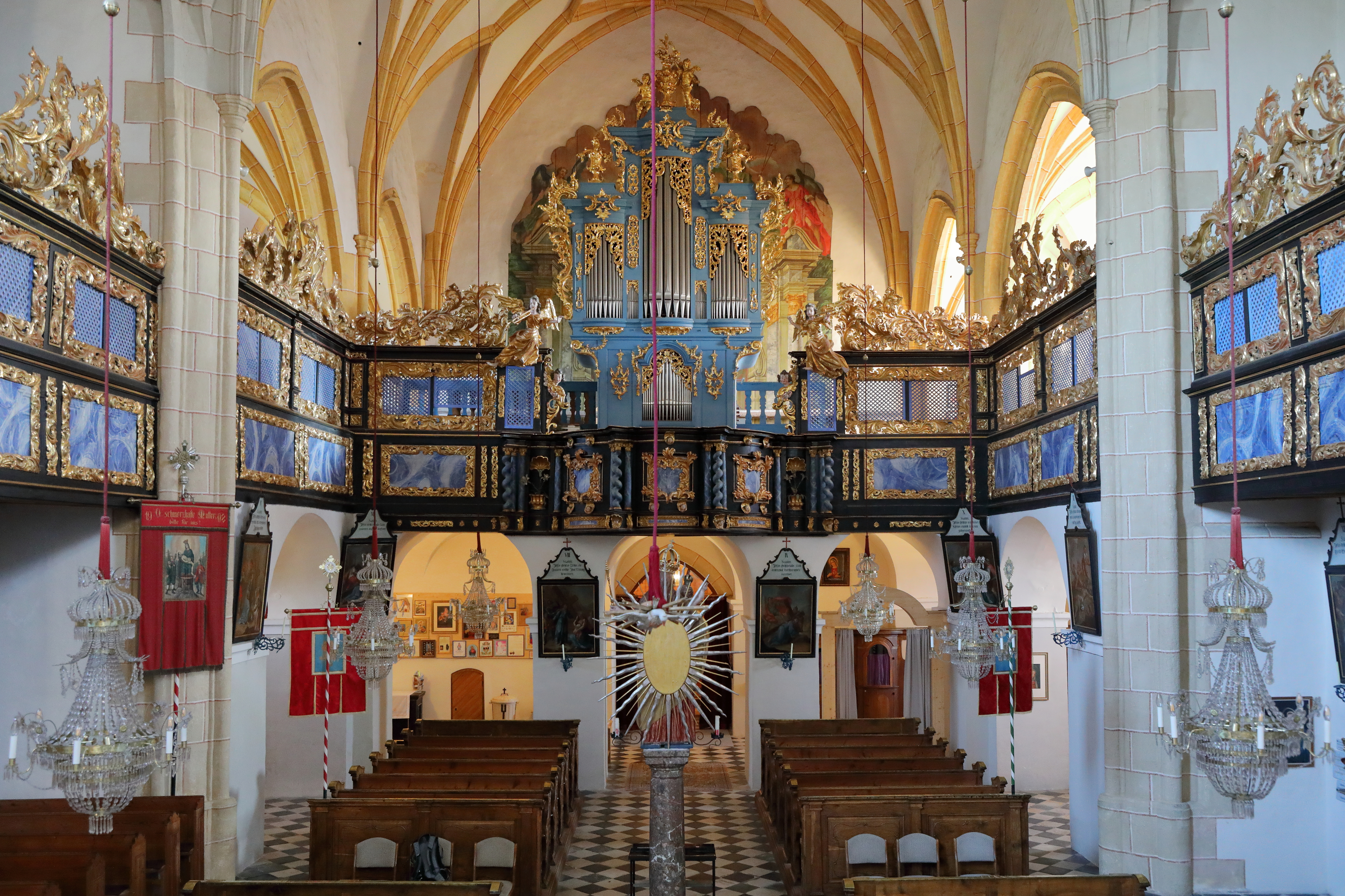
Innenansicht Richtung Orgelempore der Pfarr- und Wallfahrtskirche

- Wallfahrtskirche Maria Rehkogel

Die Kirche wurde von 1489 bis 1496 errichtet und 1769 mit einem barocken dreijochigen Chorraum erweitert.

## Persönlichkeiten

### Söhne und Töchter des Ortes
- Johann Seitinger (1961–2024), ÖVP-Landesrat der Steiermark